# 10.ª reunião de cúpula do G20
A Reunião de cúpula do G-20 em Antália (2015) ocorreu nos dias 15 e 16 de novembro de 2015 na cidade de Antália, Turquia.

## Participantes

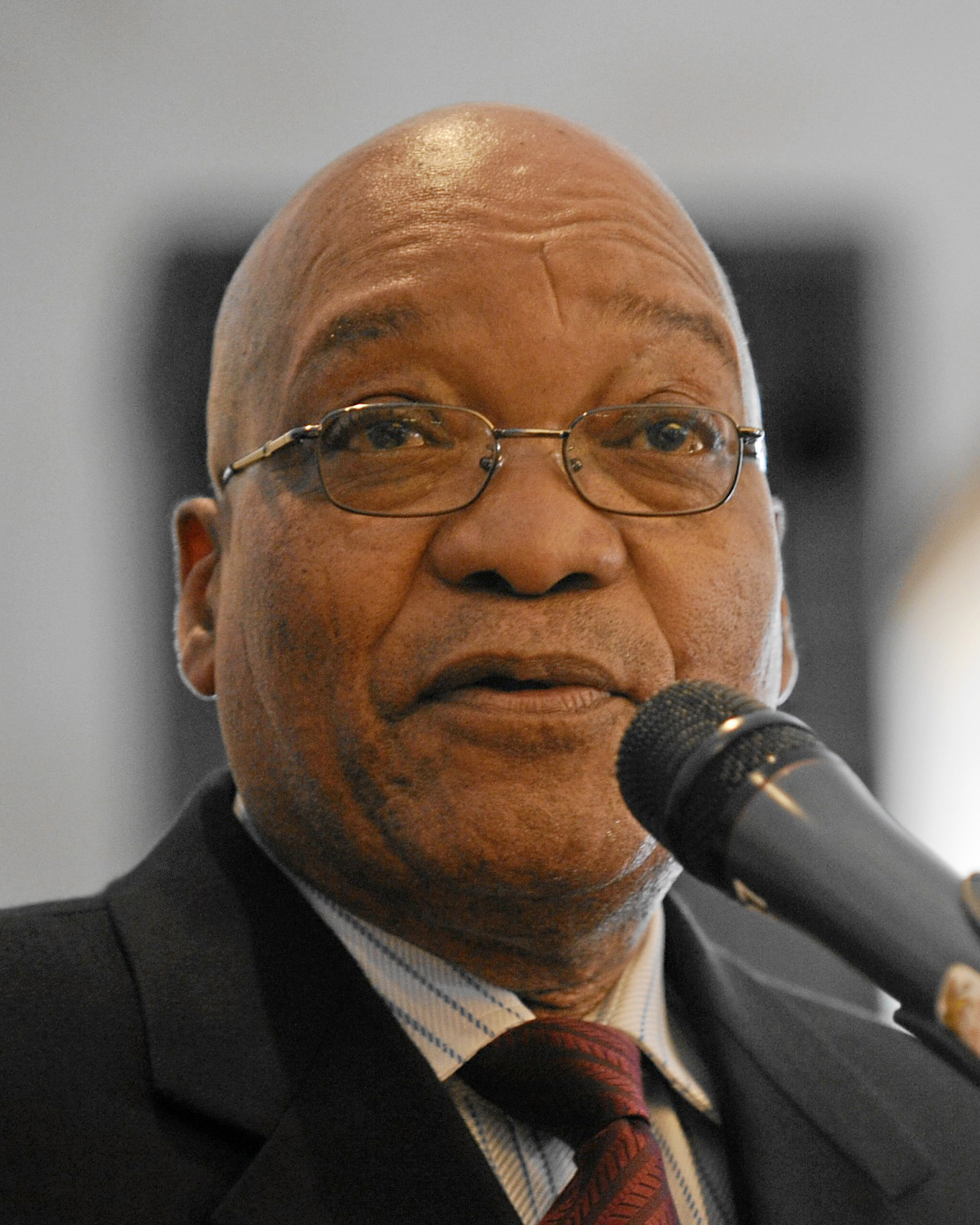
ZAF Jacob Zuma, Presidente
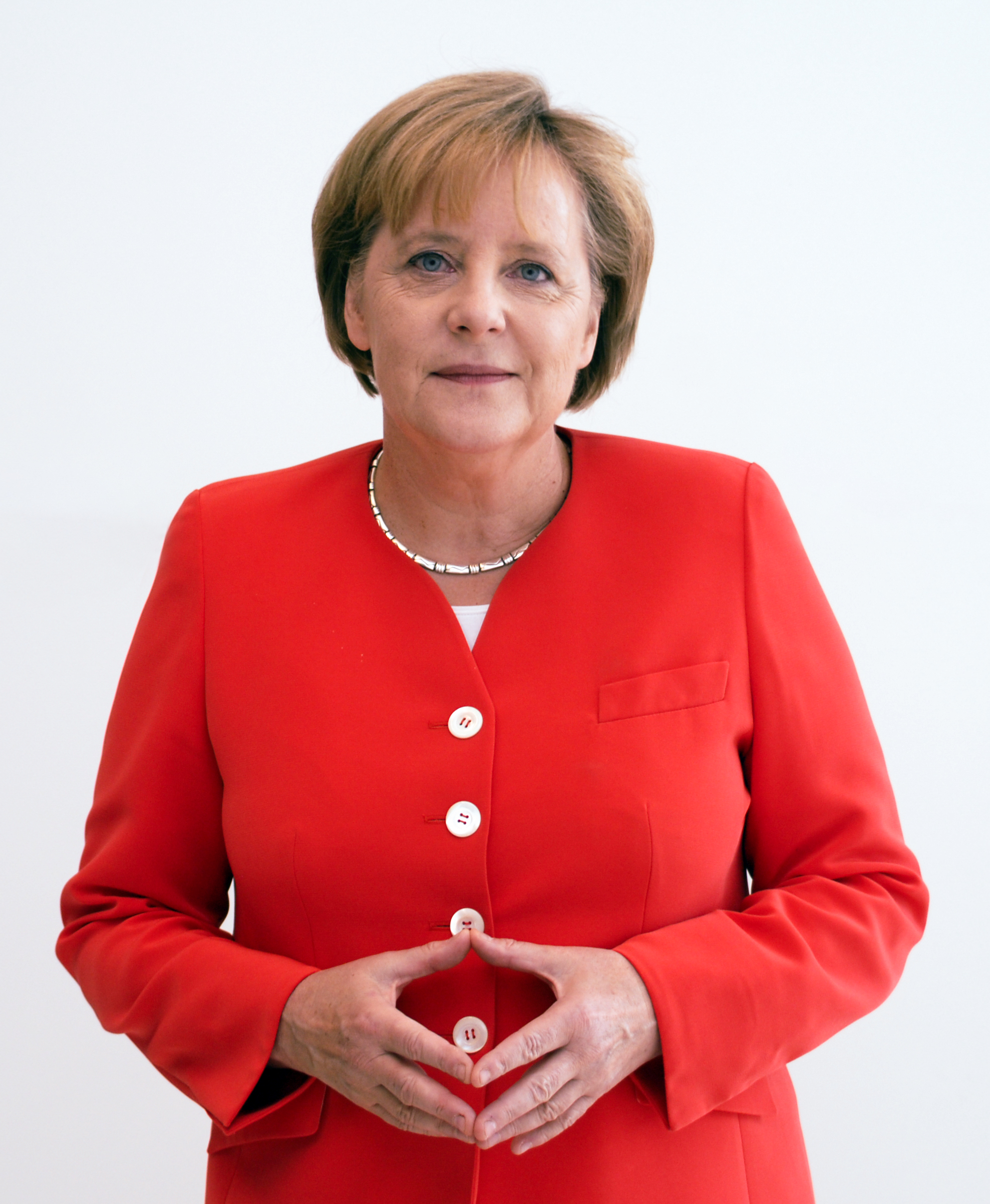
GER Angela Merkel, Chanceler
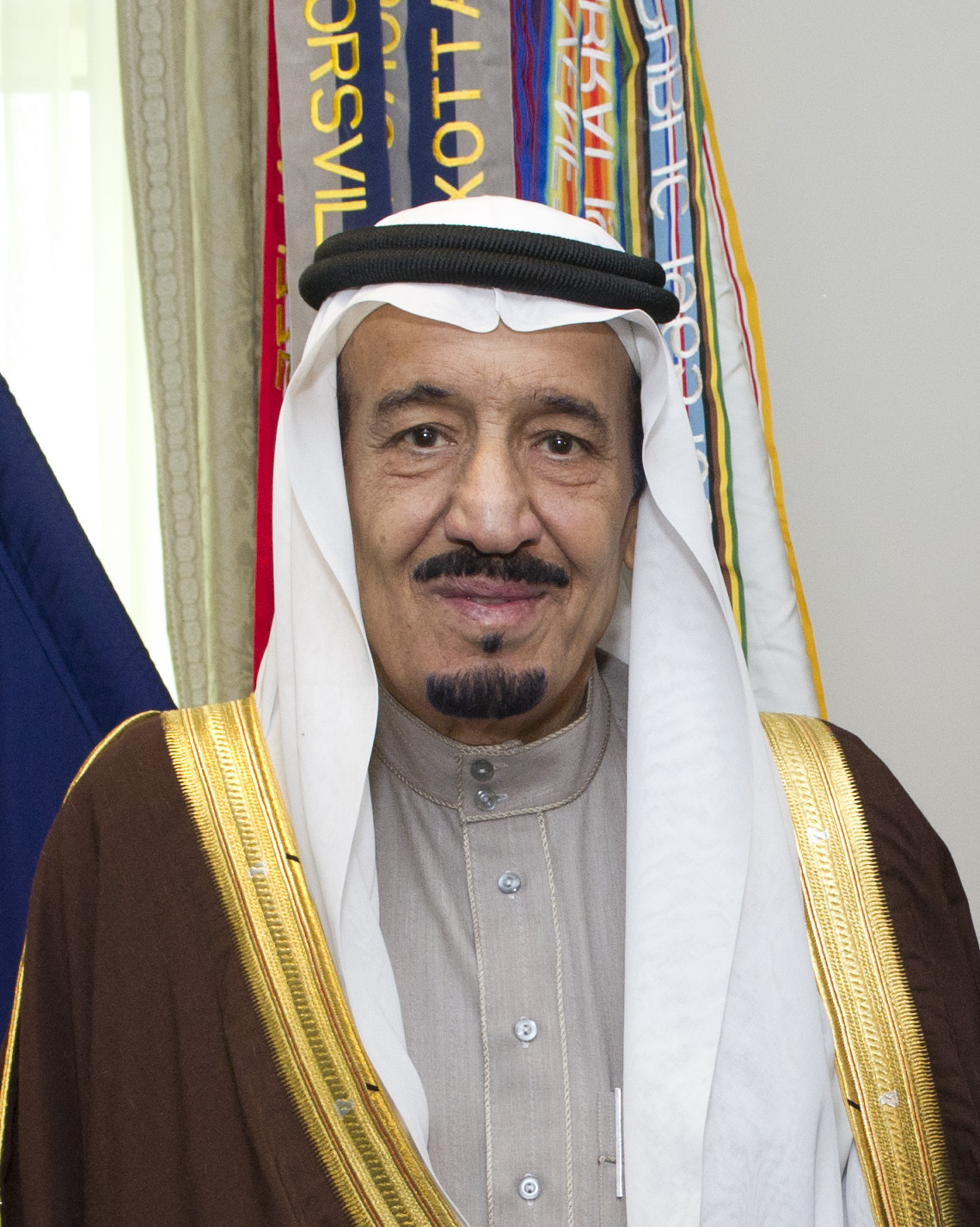
SAU Salman, Rei
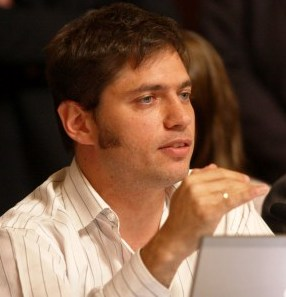
ARG Axel Kicillof, Ministro da Economia
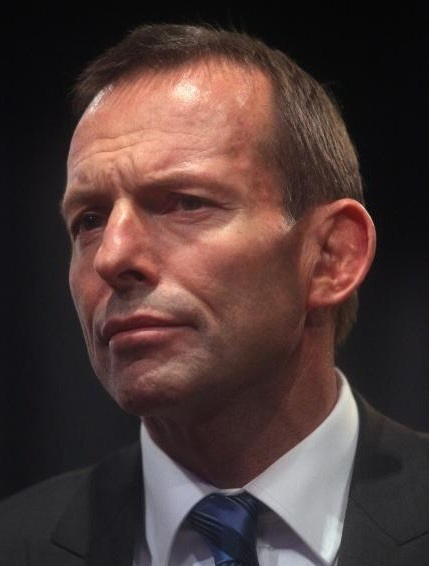
AUS Tony Abbott, Primeiro-Ministro
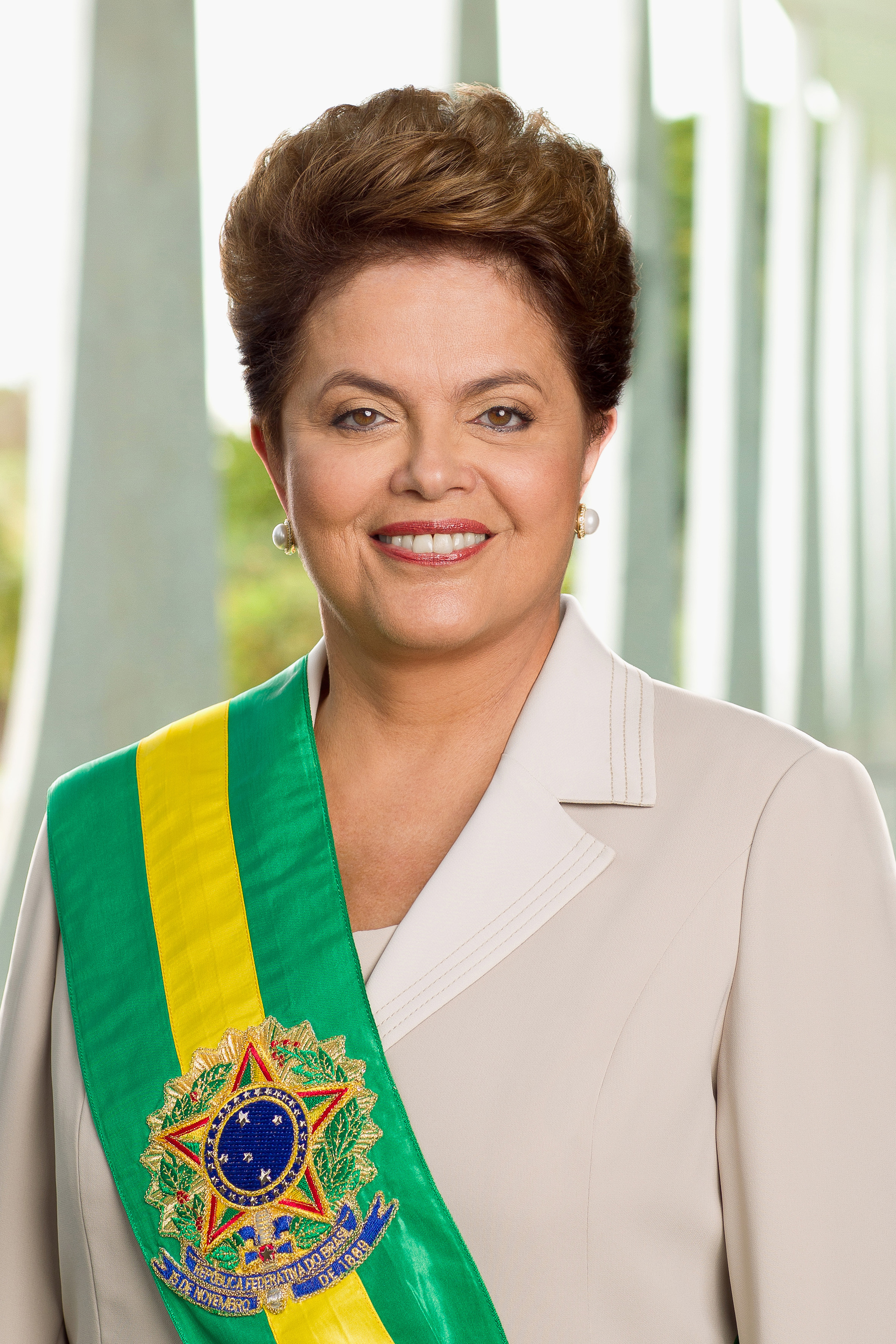
BRA Dilma Rousseff, Presidente
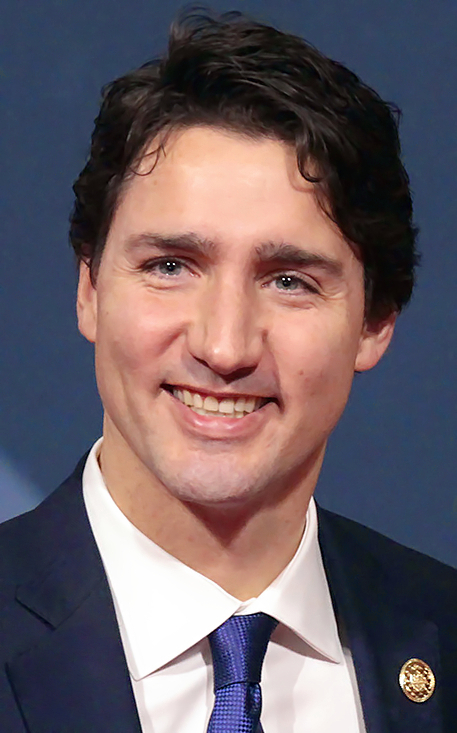
CAN Justin Trudeau, Primeiro-Ministro
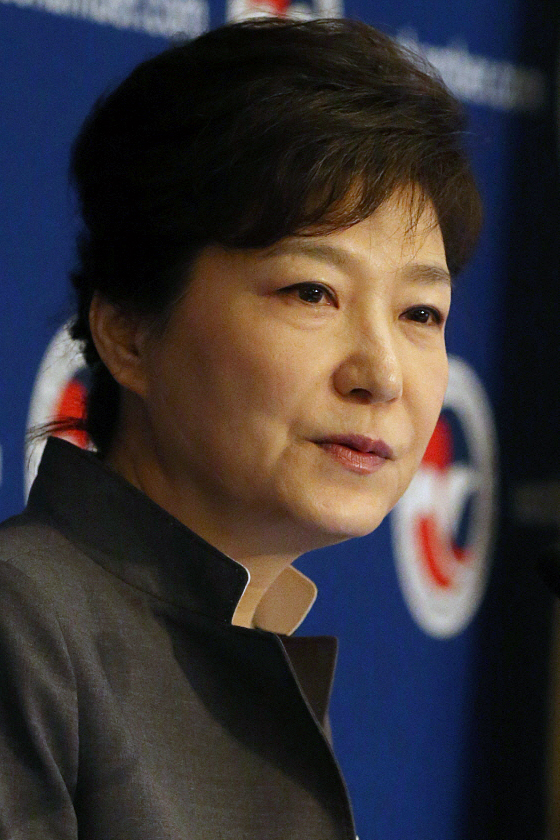
KOR Park Geun-hye, Presidente
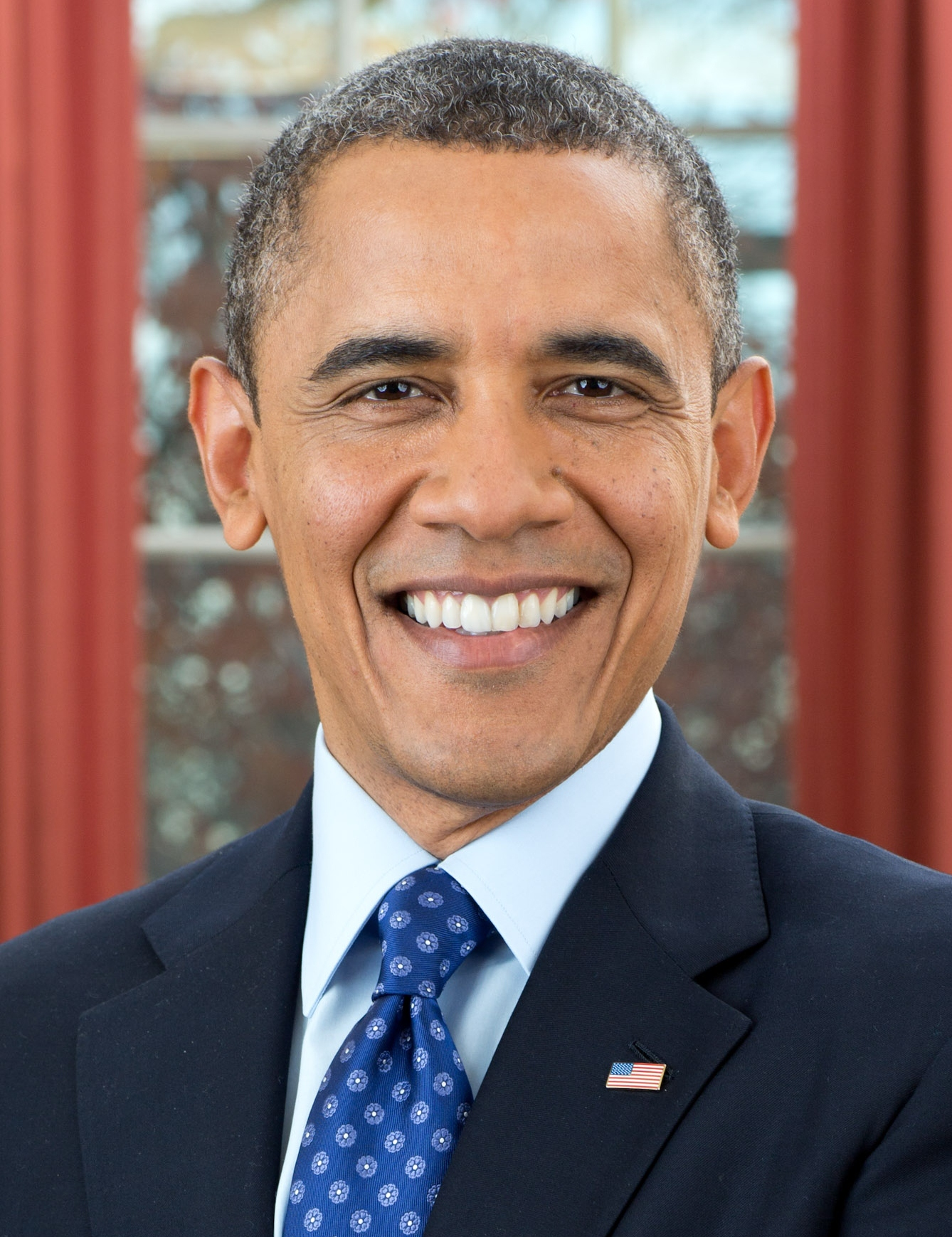
USA Barack Obama, Presidente
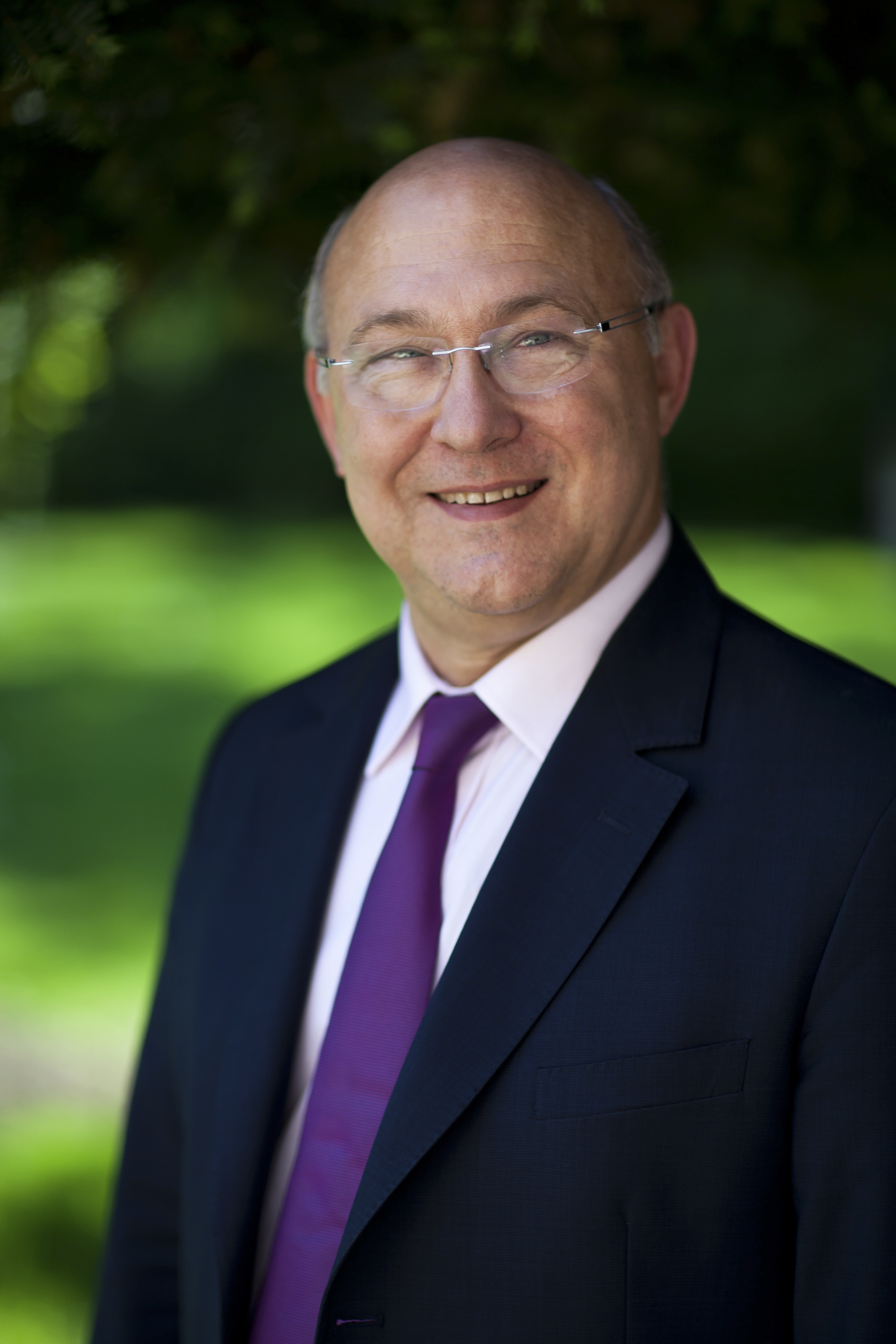
FRA Michel Sapin, Ministro da Economia
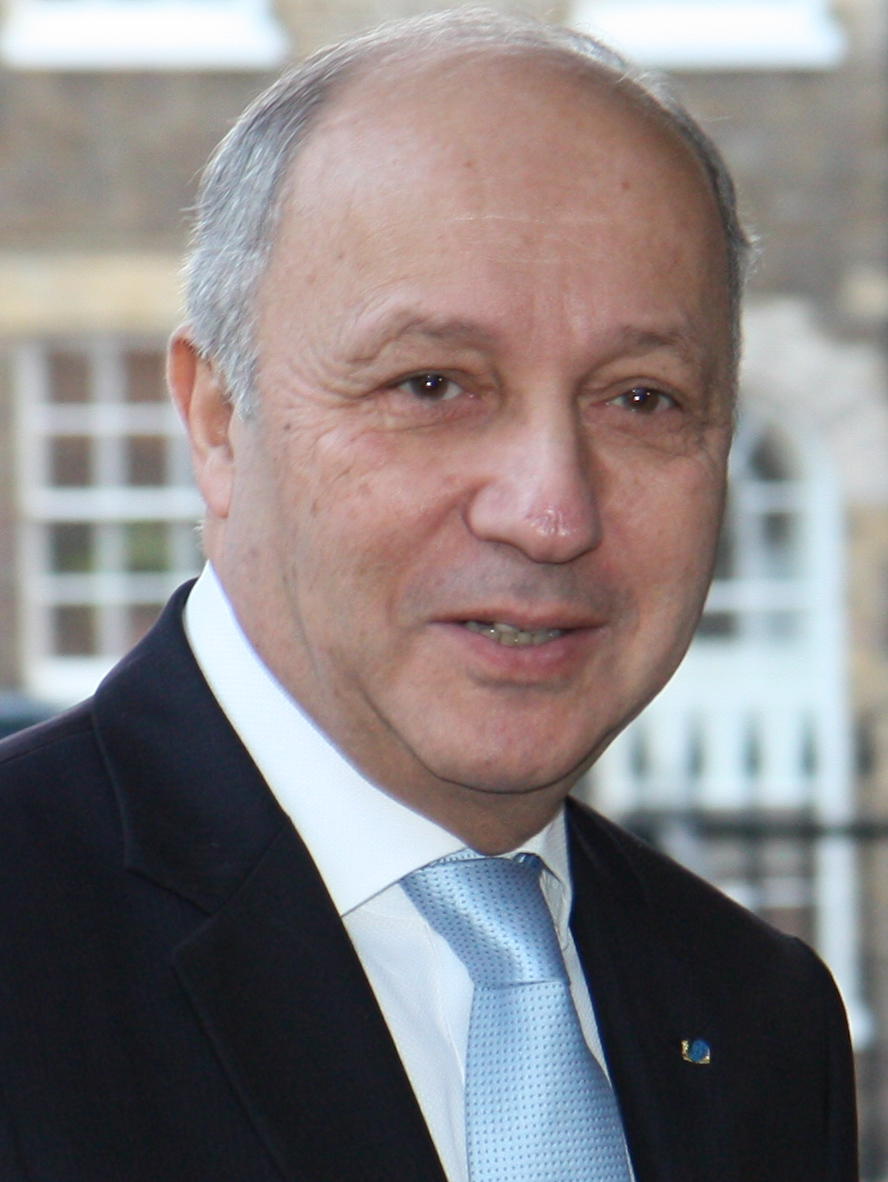
FRA Laurent Fabius, Ministro de Relações Exteriores
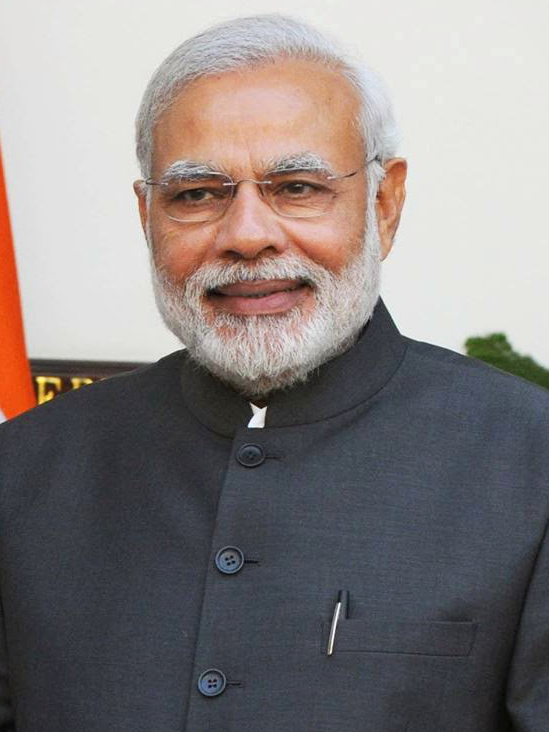
IND Narendra Modi, Primeiro-Ministro
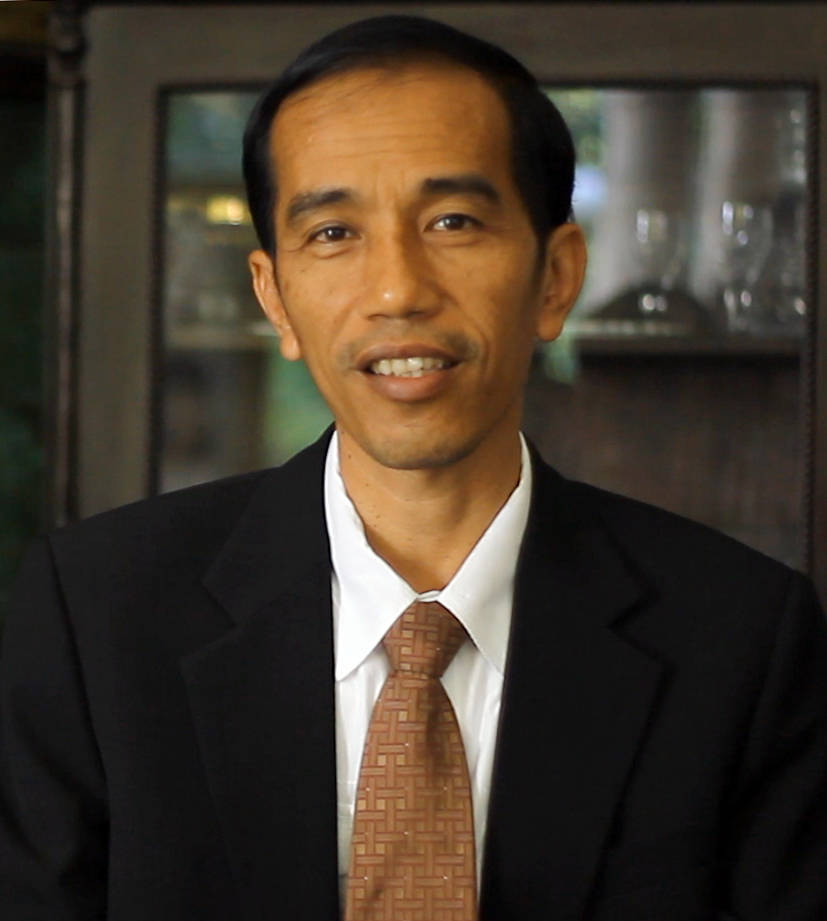
IDN Joko Widodo, Presidente
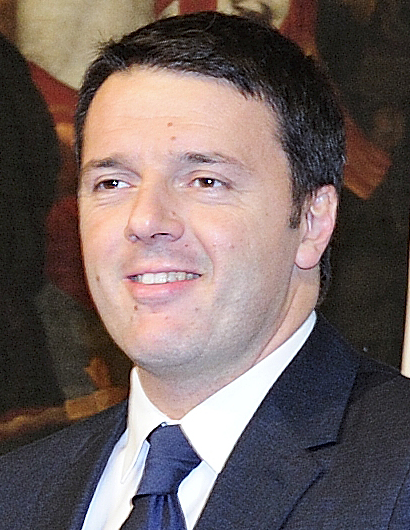
ITA Matteo Renzi, Primeiro-Ministro
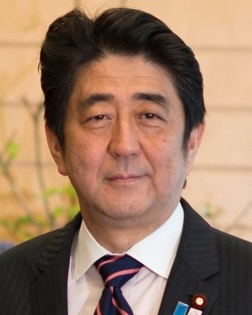
JPN Shinzō Abe, Primeiro-Ministro
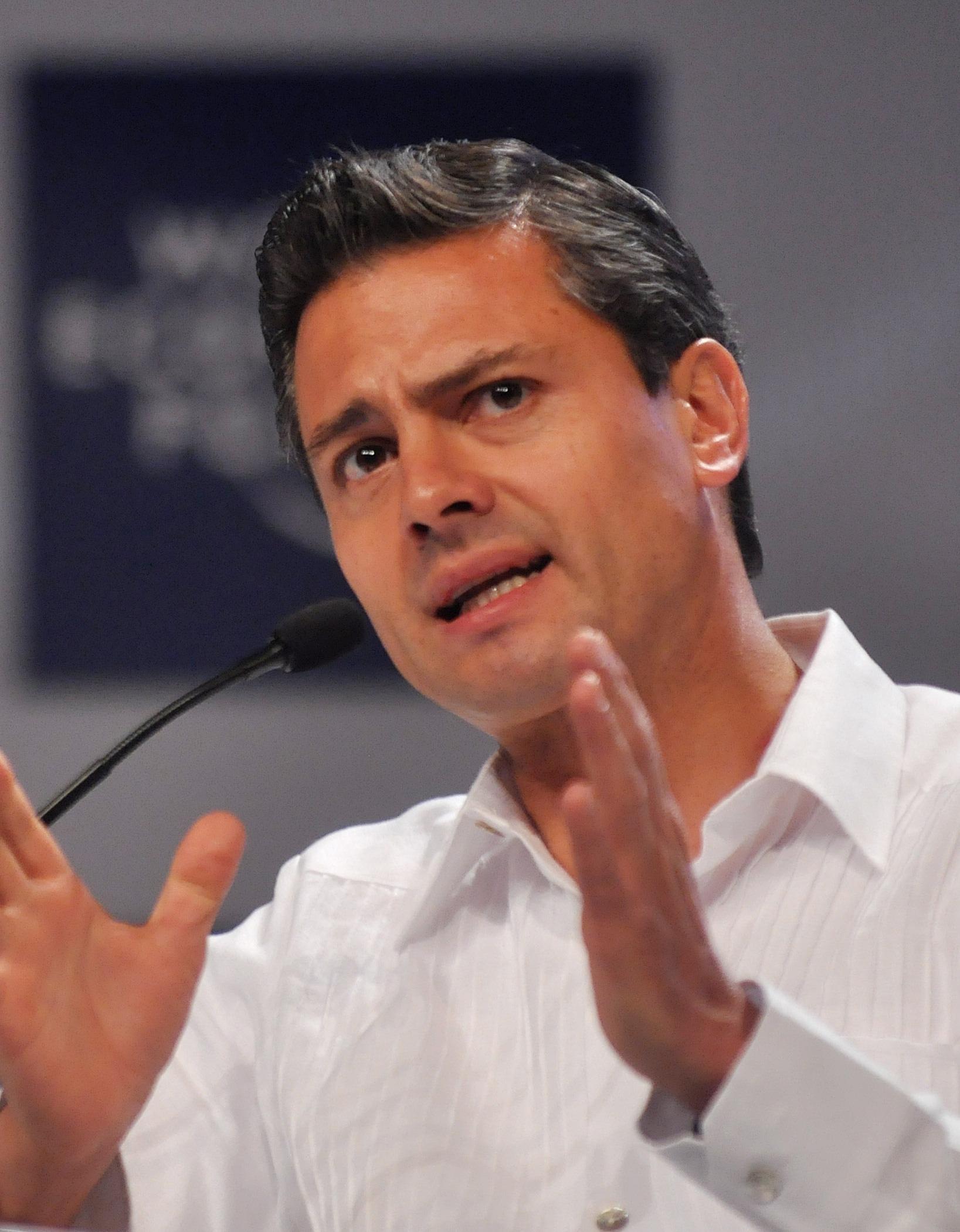
MEX Enrique Peña Nieto, Presidente
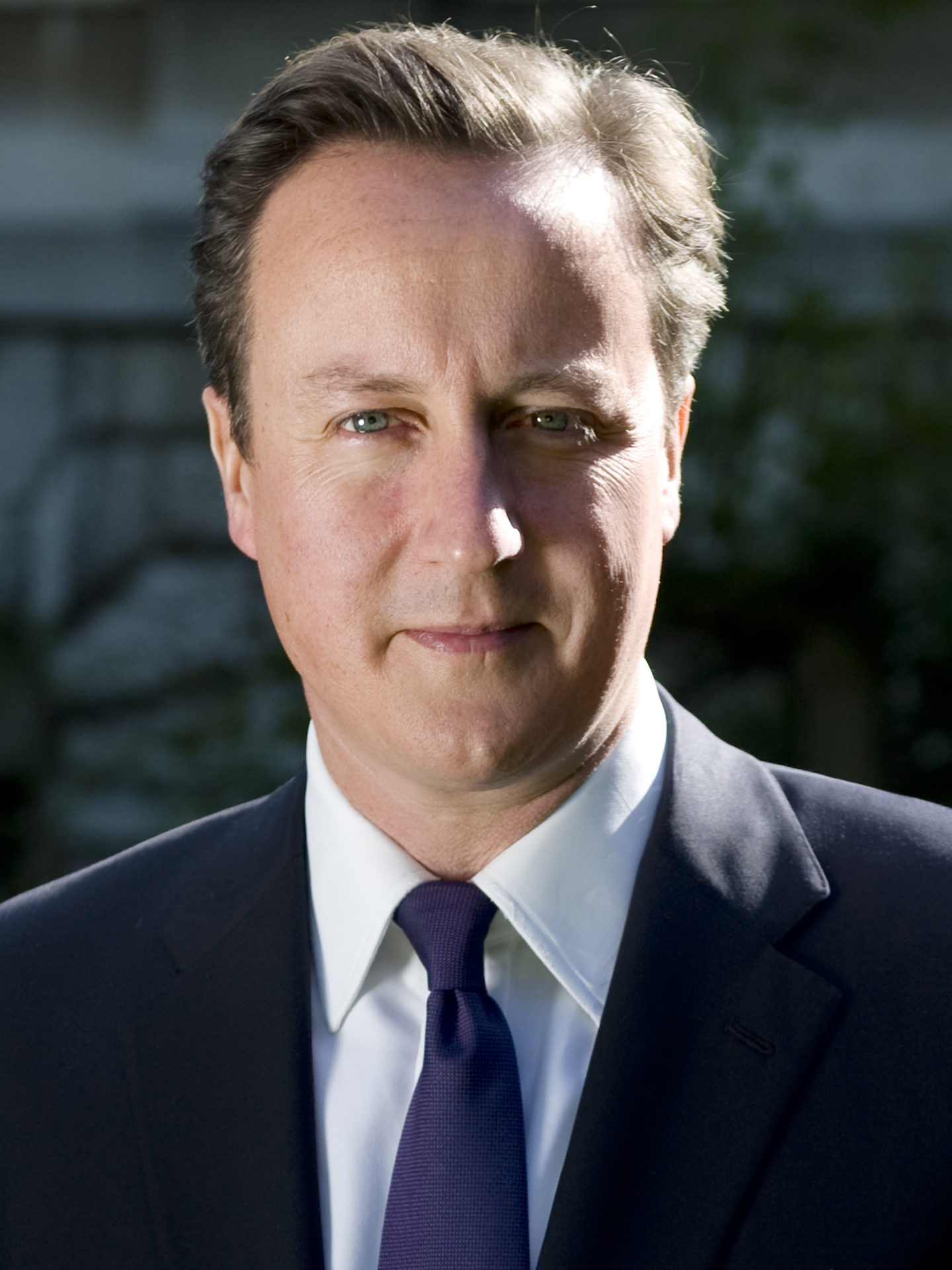
' David Cameron, Primeiro-Ministro
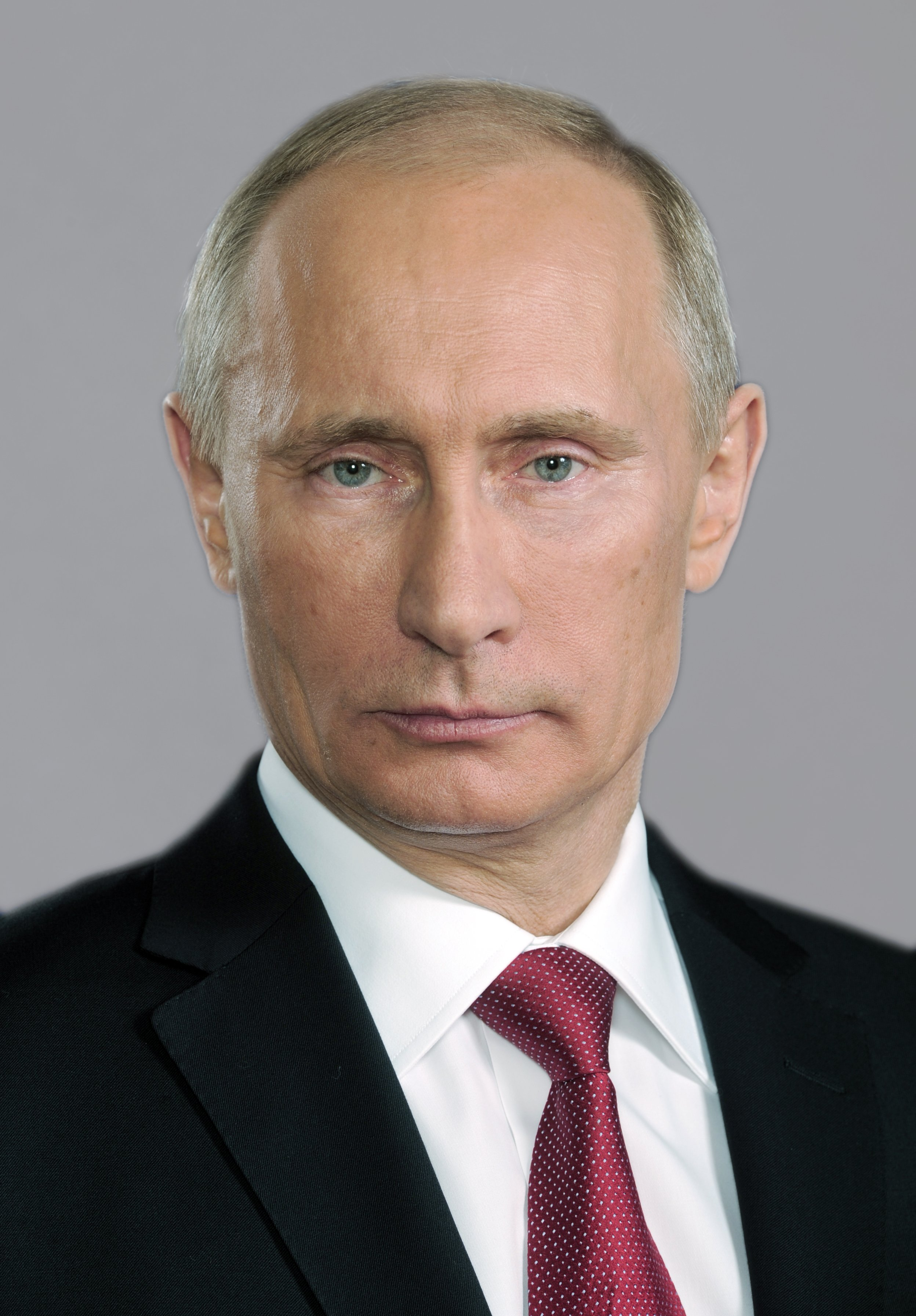
RUS Vladimir Putin, Presidente
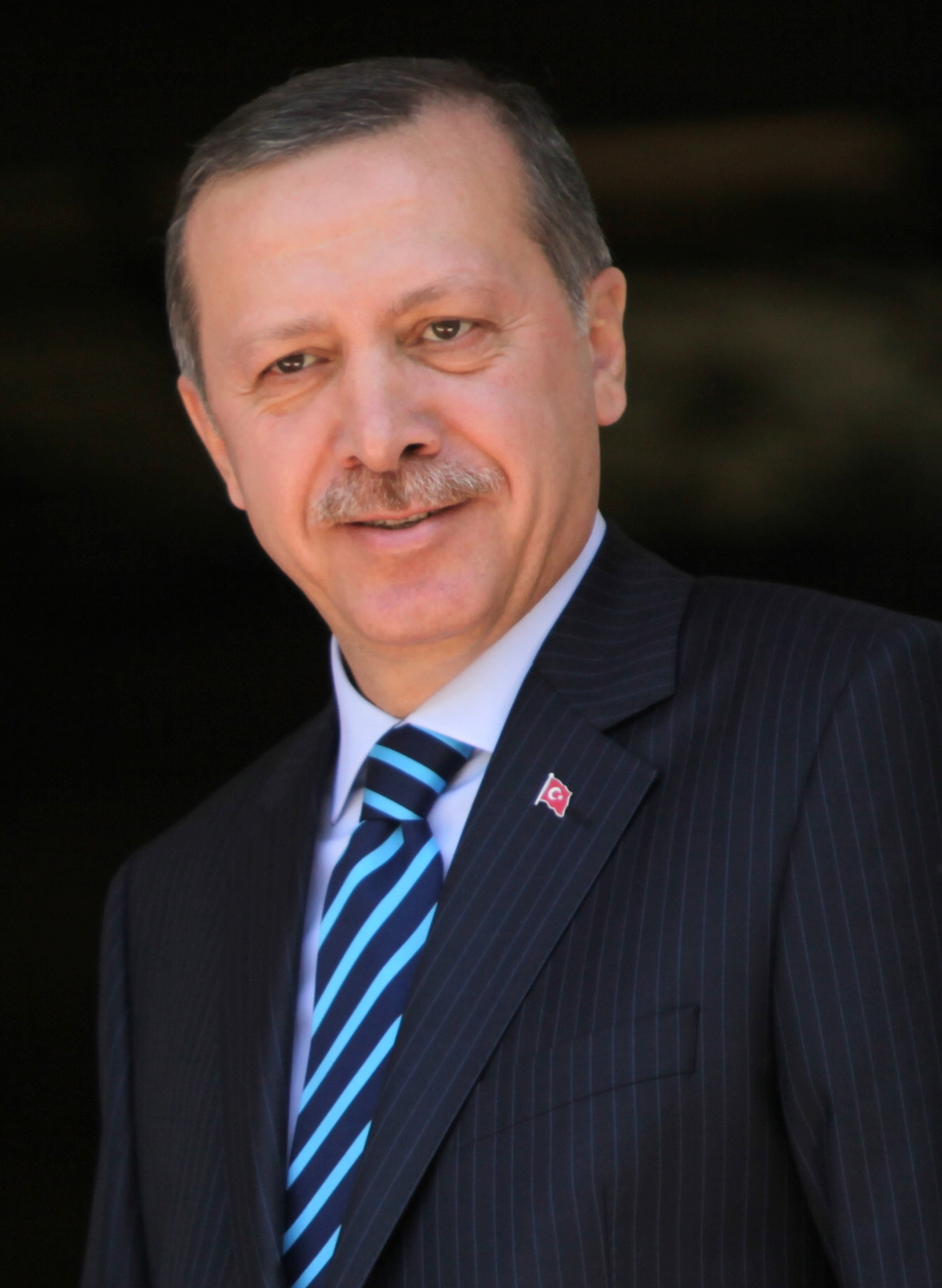
TUR Recep Tayyip Erdoğan, Primeiro-Ministro (anfitrião)
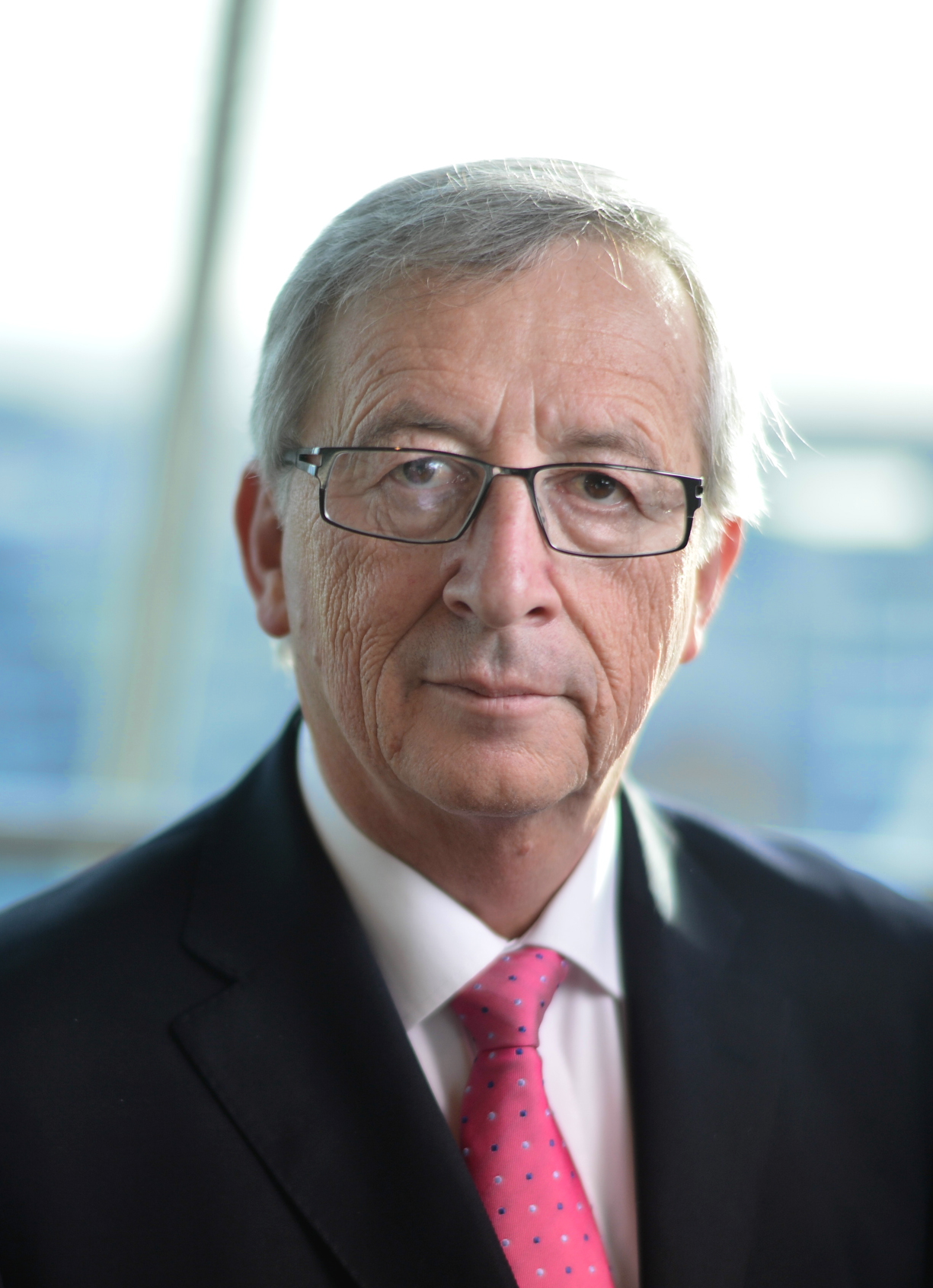
' Jean-Claude Juncker, Presidente da Comissão Europeia
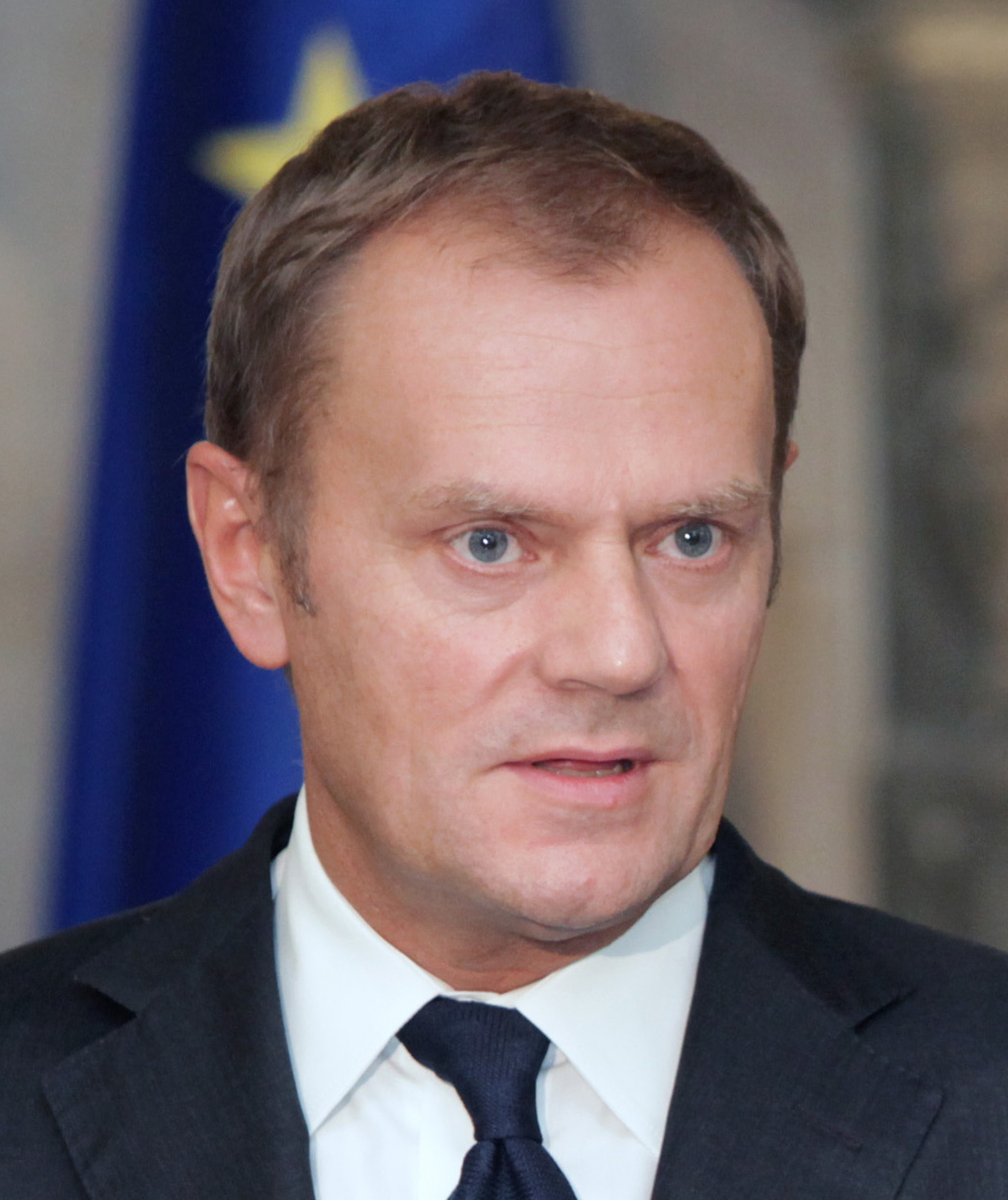
' Donald Tusk, Presidente do Conselho Europeu

- África do Sul
Jacob Zuma, Presidente
- Alemanha
Angela Merkel, Chanceler
- Arábia Saudita
Salman, Rei
- Argentina 
Axel Kicillof, Ministro da Economia
- Austrália
Tony Abbott, Primeiro-Ministro
- Brasil
Dilma Rousseff, Presidente
- Canadá
Justin Trudeau, Primeiro-Ministro
- Coreia do Sul
Park Geun-hye, Presidente
- Estados Unidos
Barack Obama, Presidente
- França
Michel Sapin, Ministro da Economia
- França
Laurent Fabius, Ministro de Relações Exteriores
- Índia
Narendra Modi, Primeiro-Ministro
- Indonésia
Joko Widodo, Presidente
- Itália
Matteo Renzi, Primeiro-Ministro
- Japão
Shinzō Abe, Primeiro-Ministro
- México
Enrique Peña Nieto, Presidente
- Reino Unido
David Cameron, Primeiro-Ministro
- Rússia
Vladimir Putin, Presidente
- Turquia
Recep Tayyip Erdoğan, Primeiro-Ministro
(anfitrião)
- União Europeia
Jean-Claude Juncker, Presidente da Comissão Europeia
- União Europeia
Donald Tusk, Presidente do Conselho Europeu

## Convidados permanentes

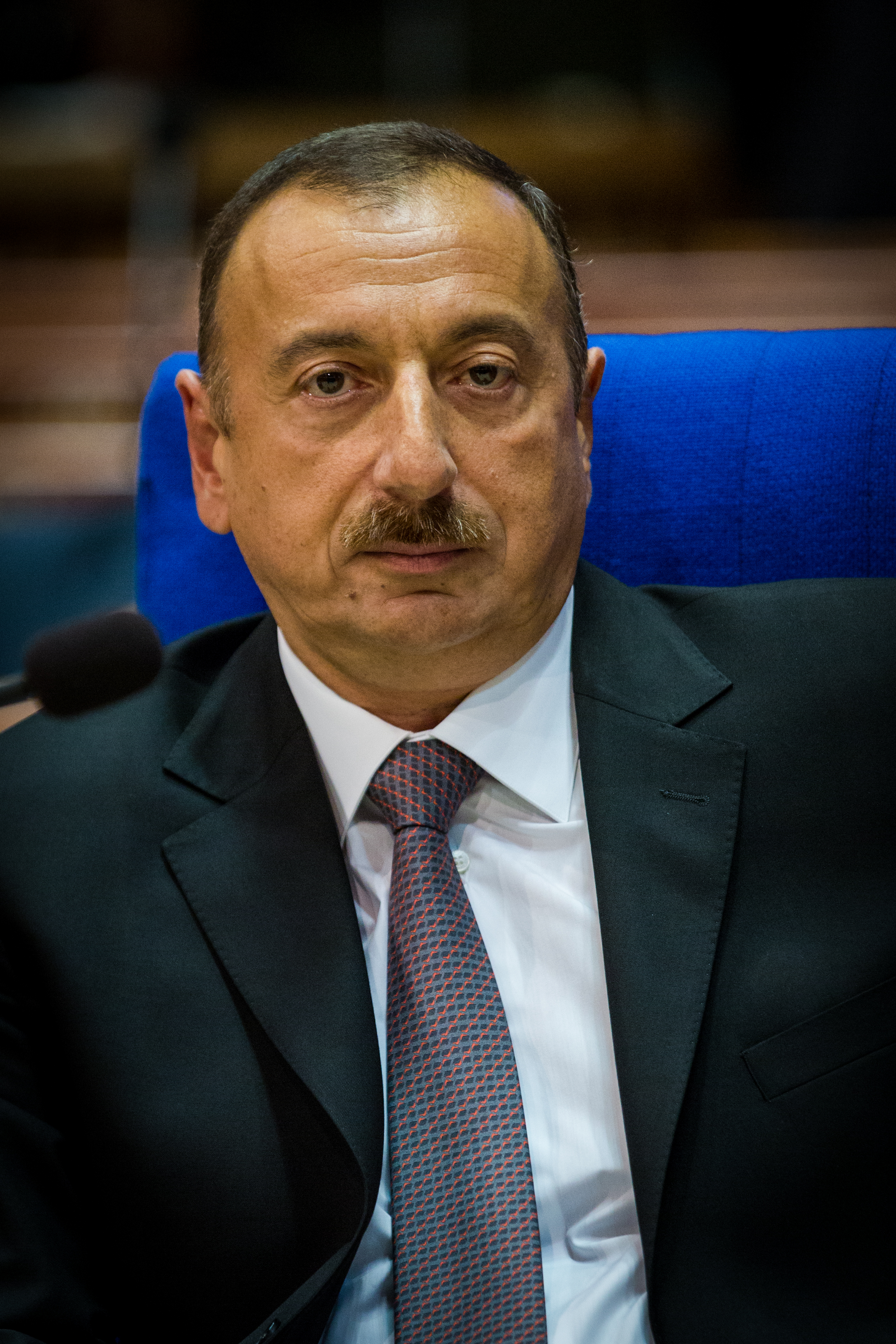
AZE Ilham Aliyev, Presidente
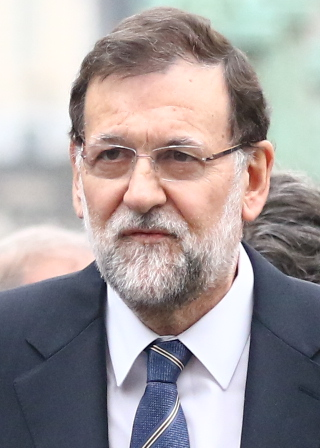
SPA Mariano Rajoy, Primeiro-Ministro, convidado permanente
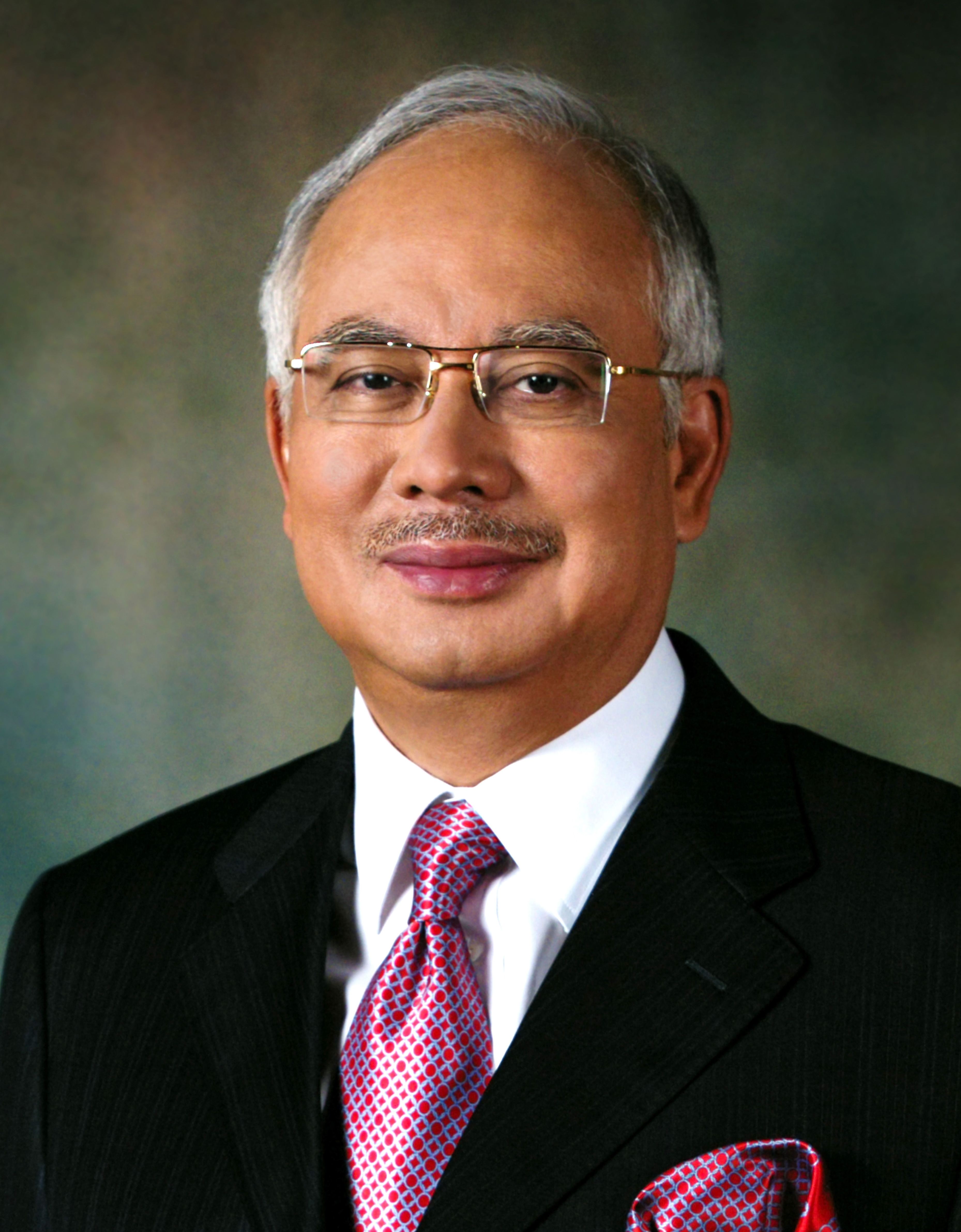
MYS Najib Tun Razak, Primeiro-Ministro
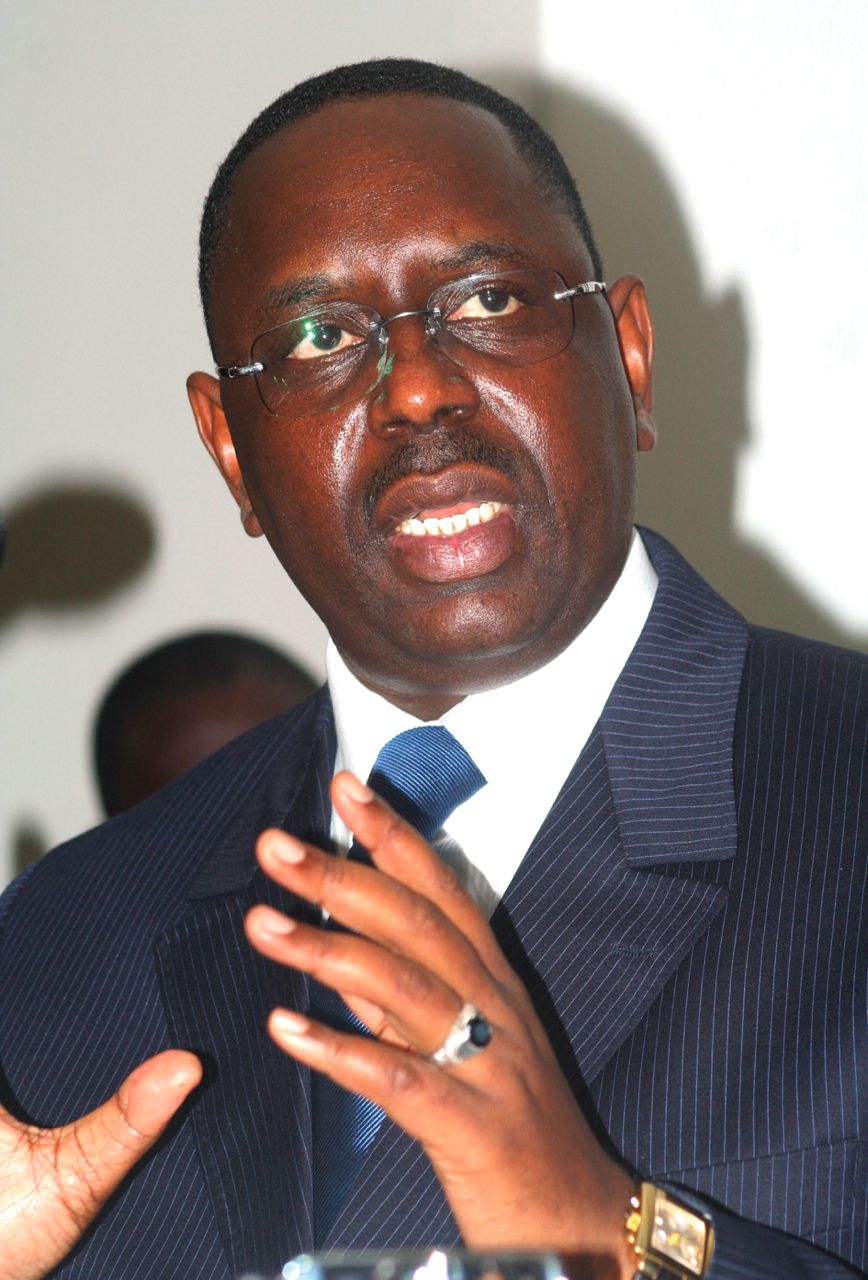
SEN Macky Sall, Presidente
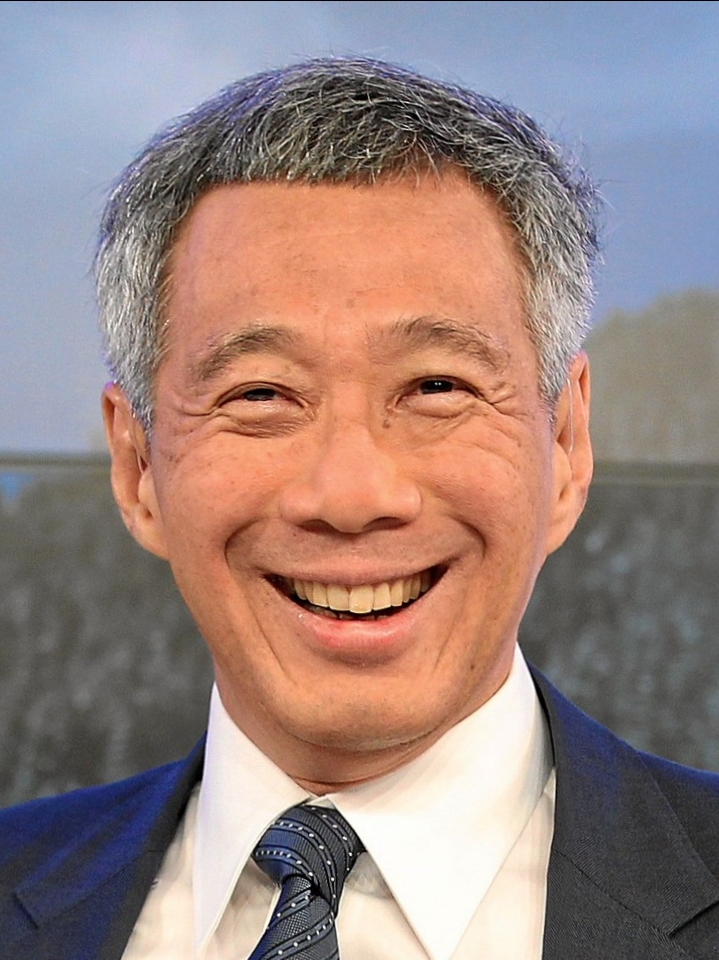
SGP Lee Hsien Loong, Primeiro-Ministro
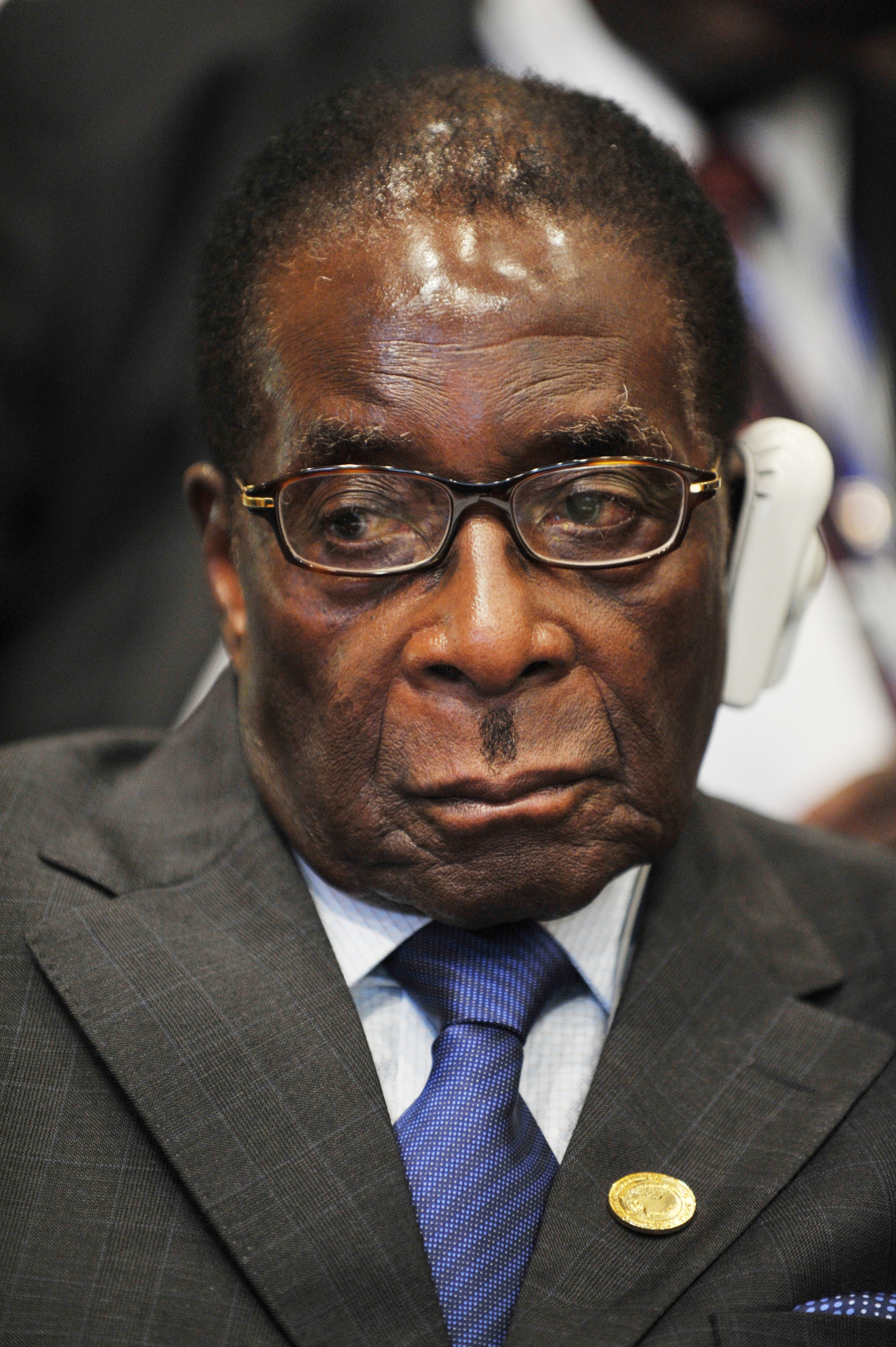
ZWE Robert Mugabe, Presidente, representante da União Africana

- Azerbaijão
Ilham Aliyev, Presidente
- Espanha
Mariano Rajoy, Primeiro-Ministro, convidado permanente
- Malásia
Najib Tun Razak, Primeiro-Ministro
- Senegal
Macky Sall, Presidente
- Singapura
Lee Hsien Loong, Primeiro-Ministro
- Zimbabwe
Robert Mugabe, Presidente, representante da União Africana[1]